# うたコン
『うたコン』（UTA-CON）は、NHK総合テレビジョンで2016年4月12日から放送されている音楽番組。

## 概要

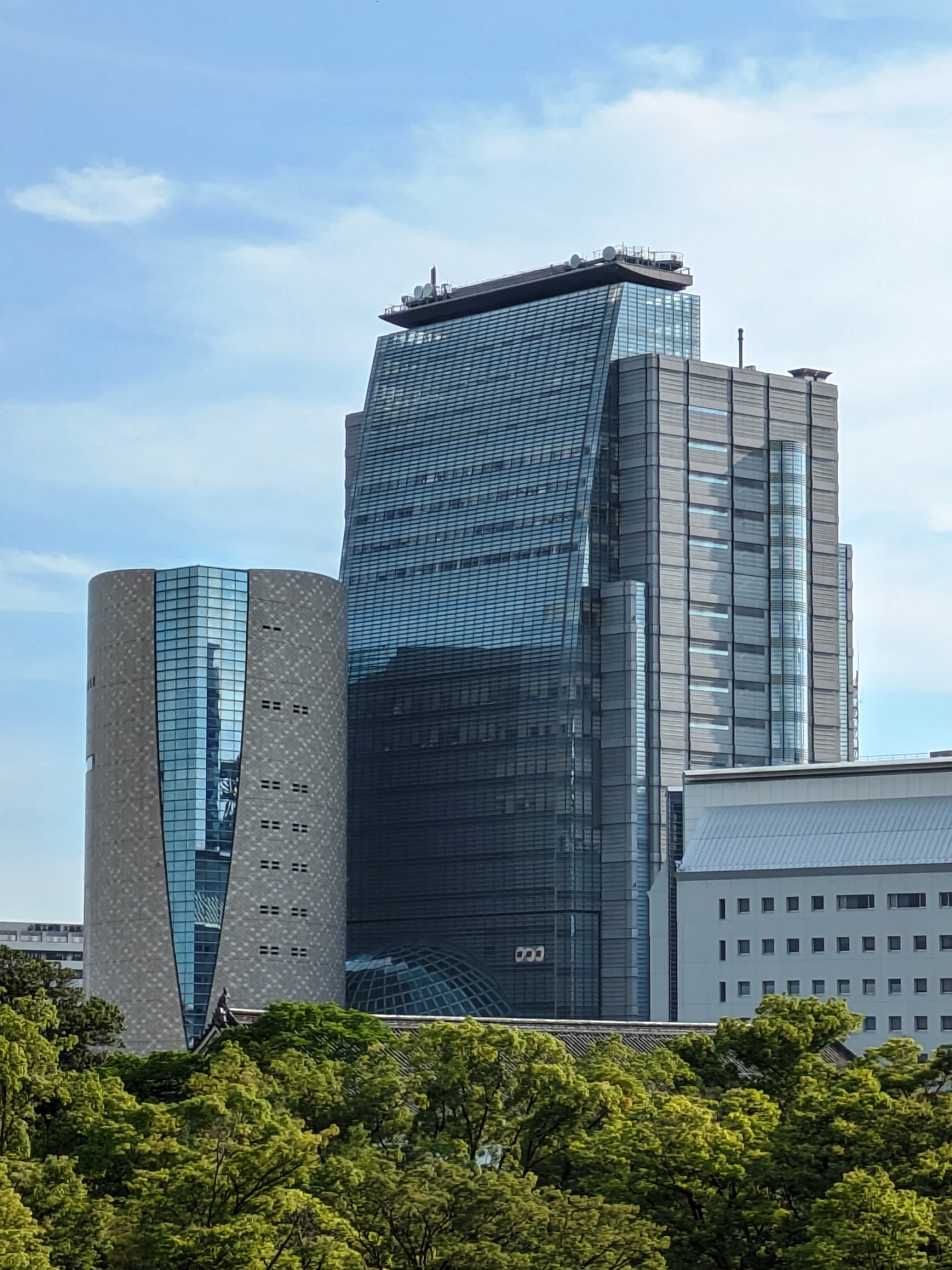
毎月最終週はNHK大阪ホールで行われる

1993年4月17日から2016年3月15日まで23年間・合計948回続いた『NHK歌謡コンサート』（以下『旧・歌コン』）の放送枠を引き継ぎ、放送時間を30分繰り上げ。さらに2007年4月7日から2016年4月3日まで9年間放送した『MUSIC JAPAN』の番組内容もこの放送枠に整理・統合して、新しい音楽番組として再出発した。
番組開始当初は、毎週火曜日19時30分から20時15分までの45分間の公開生放送（新年1回目は収録）であったが、月に1回程度は拡大版として、放送時間を20時45分まで30分延長した1時間15分バージョンで放送された。
従来の『旧・歌コン』の視聴ターゲットである60代・70代を含む全ての視聴者層をターゲットに、出演歌手や楽曲のいわゆる若返りを図り、これまでの演歌・歌謡曲に加え、J-POPも取り入れ、番組開始当初にNHKは「日本の音楽シーンの中心」となりえるような番組を目指すとしている。さらに、日本列島各地からの中継を織り込んで、生放送ならではの音楽番組を目指すとしている。
『旧・歌コン』同様、通常はNHKホールを会場に観客を入れた公開生放送を行う。公開収録をする場合もある。また年に2回程度、地方からの公開生放送を行うほか、毎月最終週はNHK大阪ホールで公開生放送を行う。生バンドによる演奏が行われる生放送番組であるため、朝からリハーサルがあり、毎週出演者のスケジュールを丸一日抑えておかなければならない。
なお『旧・歌コン』時代から付けられてきたキャッチコピーは、「あなたの歌のコンシェルジュ」に改められている。
2019年4月2日より後座番組『サラメシ』と放送枠を入れ替え、毎週火曜日19時57分から20時42分の放送に変更となった。

## 演奏
開始当初は、たかしまあきひこが指揮を務めた。『新・BS日本のうた』と掛け持ちで、たかしまと栗田信生が音楽監督を務め、番組用に集められた専属バンドメンバー・ハウスバンドとして「music concerto」が演奏を担当。たかしまの逝去に伴い、2017年から2024年3月までは金子隆博（米米CLUB及びBIG HORNS BEEメンバー）が「フラッシュ金子」名義で指揮を務めた。金子の還暦に伴う降板が2024年5月14日の番組内で報告された。2024年4月からは栗田信生、上杉洋史が交互に指揮を担当していたが5月14日からは青柳誠が担当、7月9日放送内で今週から指揮者は岩城直也が担当すると紹介された。また編曲・アレンジャーとして、たかしまの子息である、たかしまかんた（KANTA）が参加している他にも上杉洋史、藤野浩一、栗田信生、2024年7月からは井上一平もローテーションで担当している。
リハーサルは当日に音合わせ一回、通しリハーサル一回の計二回のみ。弦楽器と管楽器の演奏者は、当日に譜面を渡されて練習をする（2021年4月6日放送のフラッシュ金子の発言より）。
music concertoの主な編成は以下の通り。
- ピアノ1
- シンセサイザー1
- ギター2
- ベース1
- ドラム1
- パーカッション1
- トランペット3
- トロンボーン1
- サックス3（クラリネット、フルート持ち替え）
  - アルトサックス1
  - テナーサックス1
  - バリトンサックス1
- ストリングス10～14
  - 第1ヴァイオリン4～6
  - 第2ヴァイオリン2～4
  - ヴィオラ2
  - チェロ2
- コーラス3
  - 女声コーラス2
  - 男声コーラス1

## 司会
- 谷原章介（2016年4月12日 - ）[5]
- 石橋亜紗（NHKアナウンサー、2025年4月1日 - ）

### 過去の司会者
- 橋本奈穂子（NHKアナウンサー、2016年4月12日 - 2017年3月14日）
- 小郷知子（NHKアナウンサー、2017年4月4日 - 2019年10月22日）
- 片山千恵子（NHKアナウンサー、2019年11月5日 - 2020年3月10日）
- 赤木野々花（NHKアナウンサー、2020年3月17日 - 2025年3月11日）

## 演奏
- 指揮：岩城直也
- 専属バンド：music concerto
- 編曲：藤野浩一、栗田信生、たかしまかんた（KANTA）、上杉洋史 （基本的に栗田と上杉が週ごとに交代で担当）

## 構成
- 野中浩之
- 藤井靖大
- 山内浩嗣
- 井上知幸
- 渡邊健一
- 寺坂直毅

## 放送時間

### 2018年度まで
- 火曜日（祝日を除く）19時30分 - 20時15分（45分）
- 初回を含む月1回程度は、20時43分まで1時間13分の延長放送を行っていた。

### 2019年度から
- 火曜日（祝日を除く）19時57分 - 20時42分（45分）
- 2022 - 23年度は、火曜日（国会・大相撲・高校野球中継時を除く）16時15分 - 17時00分（45分）に再放送を行っていた。

## コーナー
2021年度までタイトルの付いたレギュラーコーナーは無かったが、2022年度以降以下のものが設けられている。
昭和100年歌謡曲
2022年4月12日放送分より開始。昭和への改元からもうすぐ100年が経過する事を踏まえて昭和のある年の様々な出来事と共に同年ヒットの歌謡曲を披露するコーナーだったが、2023年2月28日放送分を最後に行われておらず自然消滅(事実上廃止)した。
放送100年プレイバック紅白
2025年4月1日放送分より開始。NHKの放送開始100年を記念してのコラボレーション企画。ある年の『NHK紅白歌合戦』の音声や映像をダイジェストで流した後、流れた曲の中から出演のゲスト歌手が改めて披露するコーナー。

## 備考
- 2018年度まではエンディングで、後座番組『サラメシ』の宣伝を行うことがある他、『サラメシ』に当日の本番組出演者が出演することもあった。2019 - 2021年度は『サラメシ』のエンディングに本番組出演者が出演し、本番組に繋ぐ形に変更された。2022年度より『サラメシ』が木曜 19時30分 - 19時57分に移動した事で終了。
- 2017年10月10日は、第48回衆議院議員総選挙の公示日と重なり、前座番組『NHKニュース7』を20時43分まで拡大した上で各党による政策討論を行った関係上、当該放送分は同年10月14日（土曜日）17時15分 - 18時の収録放送に変更された[注 3]。
- 2018年6月12日は、『NHKニュース7』を2018年米朝首脳会談を中心とした内容で20時まで拡大した関係上、当該放送分は同日20時 - 20時45分に変更された。
- 2019新型コロナウイルスの日本国内における集団感染の影響から2020年2月25日 - 3月31日は観客を入れない非公開の形で放送した。
  - 同じく『NHKのど自慢』の中止に伴い同枠（日曜12:15 - 13:00）での再放送を行った場合もあった。
  - その後、2020年4月7日放送分は、改正・新型インフルエンザ等対策特別措置法32条に基づく緊急事態宣言が東京都を含む7都府県で同日より発令することについての当時の内閣総理大臣である安倍晋三の会見が19時頃から行われるのに伴い、前座番組『NHKニュース7』が時間を拡大して放送するため、前日（4月6日）の時点で番組初となる放送中止が決まり[7]、4月14日から6月2日まではNHKホールでの制作を休止し、過去の傑作選をベースにしたものを放送していたが、6月9日 - 10月6日は再び非公開の形で生放送が行われていた[8]。
  - 以上の事を踏まえて、4月14日 - 9月29日の間は「わたしたちには歌がある!」「わたしたちには愛と希望と勇気がある!」をコンセプトに掲げて放送していた。
  - 2020年10月13日の放送から7か月半ぶりに有観客で生放送を再開した。しかし、2021年1月19日以降は再び非公開の形で生放送が行われているが、同年2月2日放送分は緊急事態宣言が延長されることによる当時の内閣総理大臣である菅義偉の会見が行われるのに伴い、『NHKニュース7』の時間を拡大して放送するため、2月2日放送分は同年2月23日（火曜日、祝日）に一部出演者、内容を変更して放送した[9]。
  - 2021年9月28日は『特集 原点の歌』と題して、NHK大阪ホールから生放送する予定だったが、当時の内閣総理大臣である菅義偉が一部地域に発令されていた新型コロナウイルスに関する緊急事態宣言を解除決定した事に伴う会見を行う関係上、『NHKニュース7』を20時15分まで拡大したため、放送を休止した[10]。当該放送分は収録した上で、同年10月4日（月曜日） 20時 - 20時42分[注 4]に、一部出演者（AKB48）のシーンは同年10月12日[注 5]にそれぞれ放送することを後日発表した[12]。
- 2021年3月 - 2022年6月に掛けてNHKホールの耐震工事が行われた事に伴い2021年3月9日 - 2022年6月21日の間東京都での制作は東京国際フォーラムないしNHK放送センター CT-101スタジオで行われた。また、これと同時にタイトルロゴの意匠も変更された。
- 2022年7月5日よりNHKホールでの制作を再開。同日はこれを記念して通常より27分拡大の19時30分 - 20時42分で生放送が行われた。
- 2022年度から火曜日のみ本番組があるため17時00分 - 22時00分に連続生放送となり、さらに2024年度から13時00分 - 22時00分まで連続生放送となっている。
- 2025年6月24日放送分で田原俊彦が出演を見合わせしたため、「一部内容を変更してお送りしました。」と石橋アナウンサーが説明した。

## 公開放送履歴
※下記は、NHKホール・NHK大阪ホール（原則最終火曜日）・東京国際フォーラム・NHK放送センター CT-101スタジオ以外で行われた公開生・収録放送である。
| 放送日          | 会場                                                                      | テーマ                          | 制作局   | 備考                                                   |
| --------------- | ------------------------------------------------------------------------- | ------------------------------- | -------- | ------------------------------------------------------ |
| 2016年 6月14日  | 山梨県甲府市 山梨県立県民文化ホール （コラニー文化ホール）                | 山梨発!燃え上がる情熱ソング     | 甲府     |                                                        |
| 2017年 2月21日  | 埼玉県春日部市 春日部市民文化会館                                         | 酒の名曲集 ほろ酔い気分届けます | さいたま | 内容を若干変更し、船村徹の追悼コーナーを急遽設置した。 |
| 2017年 6月20日  | 愛知県江南市 江南市民文化会館                                             | みんなで歌おう!カラオケヒット   | 名古屋   |                                                        |
| 2018年 2月27日  | 京都府京都市左京区 京都会館 （ロームシアター京都）                        | 京都発!情緒あふれる名曲集       | 京都     |                                                        |
| 2018年 10月23日 | 宮城県仙台市泉区 仙台市泉文化創造センター （仙台銀行ホール イズミティ21） | 祝100回!秋のうた祭りin仙台      | 仙台     | NHK東日本大震災プロジェクトの一環で実施。              |
| 2019年 2月19日  | 千葉県松戸市 松戸市文化会館 （森のホール21）                              | みんなで歌おう!ほっこりソング   | 千葉     |                                                        |
| 2019年 5月14日  | 神奈川県横須賀市 よこすか芸術劇場                                         | ヨコハマ・ヨコスカ愛の歌        | 横浜     |                                                        |
| 2019年 11月19日 | 広島県東広島市 東広島芸術文化ホール くらら                                | 愛のジャンボ歌謡祭              | 広島     |                                                        |
| 2020年 10月6日  | 三重県津市 三重県総合文化センター                                         | （開催中止）                    | 津       | 新型コロナウイルスの感染状況に鑑み、中止。             |
| 2021年          | （なし）                                                                  | （なし）                        | （なし） | （なし）                                               |
| 2022年          | （なし）                                                                  | （なし）                        | （なし） | （なし）                                               |
| 2023年 4月18日  | 東京都千代田区 日比谷野外音楽堂                                           | 100周年の日比谷野音から生中継!  | 東京     | 4年ぶりの開催。                                        |
| 2024年          | （なし）                                                                  | （なし）                        | （なし） | （なし）                                               |
| 2025年 3月11日  | 大阪府大阪市北区 SkyシアターMBS                                           | 響け!希望の歌!                  | 大阪     | NHK大阪ホール改修工事のための措置                      |